# McAlester
McAlester és una ciutat dels Estats Units a l'estat d'Oklahoma. Segons el cens del 2000 tenia 17.783 habitants. És la seu de comtat del Comtat de Pittsburg.

## Demografia
Segons el cens del 2000, McAlester tenia 17.783 habitants, 6.584 habitatges, i 4.187 famílies. La densitat de població era de 437,6 habitants per km².
Dels 6.584 habitatges en un 29,1% hi vivien nens de menys de 18 anys, en un 46,6% hi vivien parelles casades, en un 13,7% dones solteres, i en un 36,4% no eren unitats familiars. En el 33,7% dels habitatges hi vivien persones soles el 16,6% de les quals corresponia a persones de 65 anys o més que vivien soles. El nombre mitjà de persones vivint en cada habitatge era de 2,31 i el nombre mitjà de persones que vivien en cada família era de 2,93.
Per edats la població es repartia de la següent manera: un 22,2% tenia menys de 18 anys, un 8,7% entre 18 i 24, un 30,4% entre 25 i 44, un 20,8% de 45 a 60 i un 18% 65 anys o més.
L'edat mediana era de 38 anys. Per cada 100 dones de 18 o més anys hi havia 108,2 homes.
La renda mediana per habitatge era de 28.631 $ i la renda mediana per família de 36.480 $. Els homes tenien una renda mediana de 29.502 $ mentre que les dones 19.455 $. La renda per capita de la població era de 16.694 $. Entorn del 16,1% de les famílies i el 19,4% de la població estaven per davall del llindar de pobresa.

## Poblacions més properes
El següent diagrama mostra les poblacions més properes.